# UN Women Deutschland
UN Women Deutschland e. V. ist eines von 13 nationalen Komitees, die regional die Ziele von UN Women unterstützen. Als unabhängiger gemeinnütziger Verein mit Hauptsitz in Bonn macht UN Women Deutschland auf die Arbeit von UN Women in Deutschland aufmerksam und wirbt für deren internationale Projektarbeit Spenden ein.
Die Geschäftsstelle des Vereins ist in Bonn, es gibt eine Zweigstelle in Berlin.

## Gründung
Auf Initiative mehrerer deutscher Frauenorganisationen wurde am 9. Dezember 1991 als nationales Komitee des Entwicklungsfonds der Vereinten Nationen für Frauen (UNIFEM) der Verein Deutsches Komitee für UNIFEM e.V. gegründet. Das Komitee wurde 2011 in UN Women Nationales Komitee Deutschland e.V. umbenannt, da die Generalversammlung der Vereinten Nationen im Juli 2010 die Zusammenlegung von UNIFEM mit drei weiteren UN Einheiten zu UN Women beschloss. 2021 erfolgt die Umbenennung in UN Women Deutschland e.V.

## Auftrag
UN Women Deutschland fördert die Gleichberechtigung von Männern und Frauen und die Stärkung der Rechte der Frau. Dieser Auftrag basiert auf der allgemeinen Erklärung der Menschenrechte und insbesondere auf dem Übereinkommen zur Beseitigung jeder Form von Diskriminierung der Frau (CEDAW).

## Finanzierung
UN Women Deutschland finanziert sich über Mitgliedsbeiträge und Vereinsspenden. Seit Dezember 2011 fördert das Bundesministerium für Familie, Senioren, Frauen und Jugend (BMFSFJ) die Arbeit von UN Women Deutschland.

## Themenschwerpunkte und Kampagnen
Ein wesentliches Anliegen von UN Women Deutschland ist es, Fortschritte bei der Gleichstellung der Geschlechter zu erzielen, zugleich aber auch Rückschritte im Hinblick auf die Rechte von Frauen zu verhindern. Genau wie UN Women konzentriert sich das deutsche Komitee auf folgende Themenschwerpunkte:
- Beendigung der Gewalt gegen Frauen
- Bildung und Chancen
- Wirtschaftliche Stärkung
- Frauen in Führungspositionen
- Frauen und nachhaltiger Frieden
- Notfallhilfe und Prävention von Krisen

### Peking +25 - Generation Gleichberechtigung
Die Pekinger Erklärung und Aktionsplattform von 1995 ist eine Agenda für die weltweite Stärkung von Frauen und Mädchen. UN Women mobilisierte 2020 zum 25. Jubiläum Regierungen und die Zivilgesellschaft, damit die Versprechen der Pekinger Aktionsplattform gegenüber der gesamten Gesellschaft eingehalten werden. UN Women vernetzt mit Generation Equality junge Aktivistinnen und Aktivisten mit den Frauenrechtlerinnen, die die Pekinger Aktionsplattform vor 25 Jahren geschaffen und geprägt haben. Alle gemeinsam fordern gleichen Lohn, gleiche Verteilung unbezahlter Sorge- und Hausarbeit, ein Ende sexualisierter Gewalt und aller Formen von Gewalt gegen Frauen und Mädchen, eine Gesundheitsvorsorge, die auf die Bedürfnisse von Frauen und Mädchen ausgerichtet ist, sowie deren gleichberechtigte politische Teilhabe und Entscheidungsfreiheit in allen Lebensbereichen.

### HeForShe
HeForShe ist eine internationale Solidaritätsbewegung von UN Women für die Gleichstellung der Geschlechter.

### Orange the World
Die „16 Tage des Aktivismus gegen geschlechtsbezogene Gewalt“ (16 Days of Activism against Gender-based Violence) generieren vom 25. November, dem Internationalen Tag zur Beendigung der Gewalt gegen Frauen, bis zum 10. Dezember, dem Tag der Menschenrechte, weltweit Aufmerksamkeit. Die Kampagne zielt darauf ab, konkrete politische Antworten auf geschlechtsspezifische Gewalt zu beschleunigen und fördert die Nulltoleranz gegenüber geschlechtsspezifischer Gewalt in allen Bereichen der Gesellschaft. 1991 wurde die Kampagne vom Women’s Global Leadership Institute initiiert und ist seit 2008 Teil der UNiTE-Kampagne Orange the World des Generalsekretärs der Vereinten Nationen, die von UN Women durchgeführt wird. Die Farbe Orange symbolisiert dabei eine Zukunft ohne Gewalt gegen Frauen.

## Vorstand und Geschäftsführung

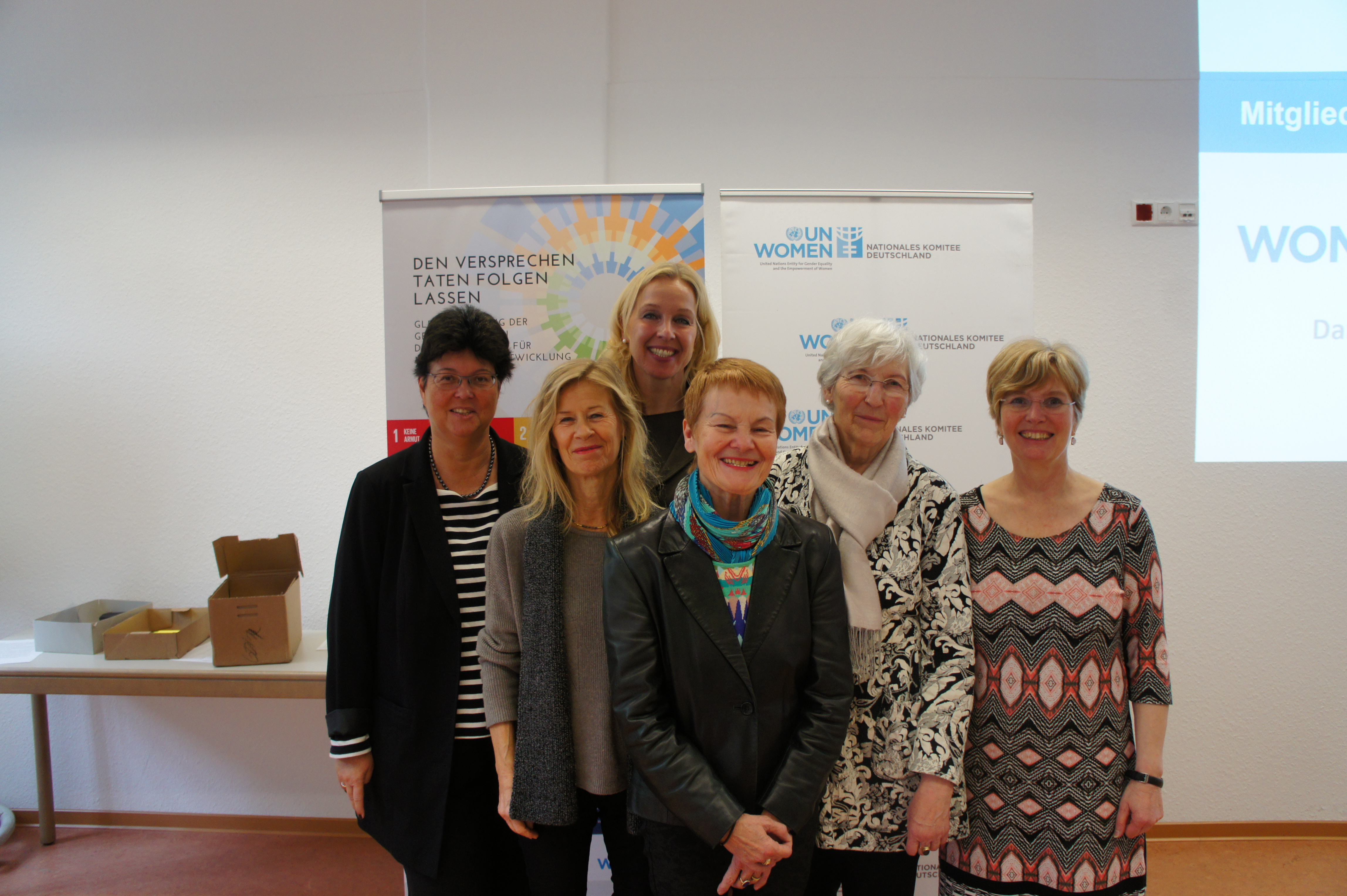
Der Vorstand von UN Women Deutschland im April 2019.

Der ehrenamtlich arbeitende Vorstand besteht aus bis zu neun Personen, die für jeweils drei Jahre von den Mitgliedern des Vereins gewählt werden. Die Vorsitzende ist Elke Ferner, die stellvertretenden Vorsitzenden sind Ursula Schäfer-Preuss und Ursula Sautter. Bettina Metz hat die Geschäftsführung inne.